# يوليوس هوتشكيس
يوليوس هوتشكيس هو سياسي أمريكي، ولد في 11 يوليو 1810 في واتربوري في الولايات المتحدة، وتوفي في 23 ديسمبر 1878 في ميدلتاون في الولايات المتحدة. نشط حزبياً في الحزب الديمقراطي. وقد انتخب عضو مجلس نواب كونيتيكت ‏ وانتخب عضو مجلس النواب الأمريكي ‏.